# Cerecinos de Campos (kommunhuvudort)
Cerecinos de Campos är en kommunhuvudort i Spanien.   Den ligger i provinsen Provincia de Zamora och regionen Kastilien och Leon, i den nordvästra delen av landet, 220 km nordväst om huvudstaden Madrid. Cerecinos de Campos ligger 697 meter över havet och antalet invånare är 388.
Terrängen runt Cerecinos de Campos är platt. Runt Cerecinos de Campos är det glesbefolkat, med 12 invånare per kvadratkilometer. Närmaste större samhälle är Benavente, 19,5 km nordväst om Cerecinos de Campos. Trakten runt Cerecinos de Campos består till största delen av jordbruksmark.